# جان رينارد
جان رينارد (مواليد 12 يوليو 1932) هو ملاكم بلجيكي، مثّل بلاده في الألعاب الأولمبية الصيفية 1952.

## روابط خارجية
جان رينارد على موقع أوليمبيديا (الإنجليزية)